# بلودر ودکا

Belvedere Vodka

بلودر ودکا (انگلیسی: Belvedere Vodka) یک برند ودکای چاودار لهستانی است که توسط ال و ام هاش تولید و عرضه می‌شود. این نوشیدنی نام خود را از بلودر، کاخ ریاست‌جمهوری لهستان در ورشو، که تصویر آن بر روی بطری‌های ودکای بلودر قرار دارد، گرفته‌است. بلودر ودکا در ژراردوو لهستان تولید می‌شود.
این برند در سال ۱۹۹۶ به‌عنوان یک لیکور «لوکس» در ایالات متحده معرفی شد و تحت عنوان نخستین ودکای ابر-اعلای جهان به‌فروش می‌رسد. ودکای بلودر از زمان ورود به بازار ایالت متحده با چندین چهرهٔ مشهور همکاری داشته‌است که از جملهٔ آن‌ها می‌توان به چلسی هندلر، آشر و جان لجند اشاره کرد. در سال ۲۰۱۵، این برند به‌عنوان ودکای رسمی مورد استفاده در بیست و چهارمین فیلم جیمز باند با عنوان اسپکتر انتخاب شد.